# El león en invierno (película de TV)
'El león en invierno' es un remake de la película de 1968 del mismo nombre, hecha para la televisión. La versión fue mostrada por primera vez el 26 de diciembre de 2003 en el Reino Unido y se estrenó en la televisión de Estados Unidos el 26 de mayo de 2004. Fue protagonizada por Patrick Stewart y Glenn Close, y fue dirigida por Andrei Konchalovsky. 
Andrew Howard, John Light, y Rafe Spall hicieron de los beligerantes hermanos. Jonathan Rhys Meyers hizo del rey de Francia y Julia Vysotskaya, su hermana y amante de Henry, la princesa Alais.

## Argumento
Es el año 1173. Los hijos mayores de Enrique II de Inglaterra, Ricardo y Godofredo, sedientos de poder, se han rebelado contra su padre. Su mujer Leonor de Aquitania se ha unido a ellos. Sólo su hijo menor Juan está de su lado. La rebelión termina con la derrota total de ellos y con el encierro de Leonore en un castillo.
Diez años después, en Navidades, la familia se reúne otra vez. Enrique II tiene una amante, Adela de Francia, ve a su hijo menor como hijo favorito y Felipe II de Francia les visita. Entonces las intrigas por el poder comienzan de nuevo.

## Reparto
- Patrick Stewart como Enrique II de Inglaterra.
- Glenn Close como Leonor de Aquitania.
- Andrew Howard como Ricardo Corazón de León.
- John Light como Godofredo.
- Rafe Spall como Juan.
- Jonathan Rhys Meyers como Felipe II de Francia.
- Julia Vysotskaya como Adela de Francia.
- Clive Wood como Capitán William Marshall.

## Producción
Fue filmado en el Castillo de Spis en el este de Eslovaquia.